# Теа Бан
Теа Бан (кхмер. ទៀ បាញ់; род. 5 ноября 1945, Кахконг) — камбоджийский военный, политический и государственный деятель, генерал-лейтенант Королевских вооружённых сил, министр национальной обороны Камбоджи. Участник гражданской войны на стороне Красных кхмеров. Впоследствии порвал с полпотовским режимом, выступал с провьетнамских позиций в кампучийском конфликте 1980-х годов. В Королевстве Камбоджа — видный деятель Народной партии Камбоджи, многолетний вице-премьер, соминистр и министр обороны, сподвижник премьер-министра Хун Сена. После ухода с правительственного поста назначен королевским советником.

## Участник гражданской войны
Родился в крестьянской семье тайско-китайского происхождения. При рождении получил имя Теа Сангван, которое изменил на тайский вариант Сангван Хинклин, затем на кхмерский вариант Теа Бан.
С 16 лет работал школьным учителем. С 1962 года примкнул к движению Красные кхмеры. В 1965 году, после столкновения с правительственными силами, перешёл на нелегальное положение.
Участвовал в гражданской войне на стороне «Красных кхмеров», командовал вооружёнными формированиями в провинции Кахконг. В 1973—1974 годах прошёл военное обучение во Вьетнаме.

## Министр обороны
Теа Бан принадлежал к провьетнамскому крылу кампучийских коммунистов. Он поддержал вьетнамскую интервенцию 1978/1979, свержение полпотовского режима и создание НРК. В 1979—1982 годах был заместителем начальника генштаба и министра обороны НРК. С 1982 по 1987 год — министр транспорта, министр связи. В 1987—1988 годах — министр обороны НРК, заместитель премьер-министра Хун Сена.
В переходный период 1989—1993 — переговоры с объединённой оппозицией, вывод вьетнамских войск, Парижские соглашения (1991), восстановление монархии и многопартийной системы — Теа Бан был заместителем министра и министром обороны Государства Камбоджа. С 1993 по 2006 год — соминистр национальной обороны Королевства Камбоджа (руководство правительственным ведомствами делились между Народной партией Камбоджи и монархической ФУНСИНПЕК).
С июня 2006 года Теа Бан единолично возглавляет министерство национальной обороны Камбоджи. С 2000 года — заместитель премьер-министра Хун Сена, один из самых влиятельных государственных руководителей. Уделяет большое внимание усилению камбоджийской армии, реализует программу перевооружения, закупая военную технику в странах Европы (в том числе на Украине при президенте Викторе Януковиче).
В 1998 году Тео Бану было присвоено воинское звание генерал-лейтенанта.

## Политическая позиция
В период двоевластия НПК и ФУНСИНПЕК 1993—1997 годов Теа Бан выступал за сохранение статус-кво. Он не одобрял государственного переворота Хун Сена, но принял его результаты. Выступает как сподвижник Хун Сена, считается «ключевым оператором» его «победной политики установления мира».
Теа Бан известен жёсткой политической позицией. В публичных выступлениях он подчёркивал, что камбоджийская армия верна правительству и не позволит оппозиции использовать свой ресурс. Предлагал оппозиционному лидеру Кем Сокха отказаться от парламентской деятельности, что являлось нарушением принципа невмешательства вооружённых сил в политику. Конфликтует с прессой, поскольку настаивает на закрытии информации военного министерства даже вопреки законодательству о СМИ.
В конце июля 2015 года, выступая перед курсантами на армейской базе в Кампонгспы, Теа Бан призвал быть готовыми к подавлению цветной революции, которая, по его словам, может разразиться в любой момент. Защиту правительства от оппозиции министр обороны охарактеризовал как важнейшую задачу камбоджийских вооружённых сил.
В апреле 2016 года Теа Бан с официальным визитом посетил Москву, где провёл переговоры с министром обороны РФ Сергеем Шойгу.

## Переход в советники
В декабре 2021 съезд и пленум ЦК НПК определили схему будущей передачи власти. Было запланировано наследование премьерского поста Хун Манетом — старшим сыном Хун Сена. 26 июля 2023 года Хун Сен официально заявил, заявил, что намерен передать власть Хун Манету.
При этом появлялась информация о закулисных разногласиях в партийно-государственном руководстве. Теа Бан и члены его семейного клана настороженно отнеслись к плану «династического наследования». Лидер камбоджийской оппозиции Сам Рейнгси высказался за кандидатуру Теа Сейха — сына Теа Бана — на пост премьер-министра. Он призвал сплотиться против Хун Сена вокруг Теа Сейха, Теа Бана и адмирала Теа Вина, брата Теа Бана. Однако Хун Сену удалось убедить Теа Бана и министра внутренних дел Сар Кенга согласиться с премьерством Хун Манета — взамен Минобороны и МВД оставались под их семейным контролем.
22 августа 2023 года Хун Сен передал пост премьер-министра Хун Манету. Теа Бан ушёл в отставку, во главе министерства стал генерал-майор Теа Сейха. В тот же день король Камбоджи Нородом Сиамони издал указ о назначении Теа Бана своим личным советником.

## Семья
Теа Бан женат, имеет трёх сыновей и дочь. Теа Сейха сменил отца в должности военного министра. Тао Тоюн, жена Теа Бана, в молодости участвовала в гражданской войне, о чём министр обороны напомнил в Фейсбуке на Валентинов день 14 февраля 2016 года. Тао Тоюн выступает на церемониальных мероприятиях с супругами министров обороны стран АСЕАН.
Теа Вин, брат Теа Бана — адмирал камбоджийского флота.